# Morte de José Kairala
A morte de José Kairala foi um fato histórico ocorrido no dia 4 de dezembro de 1963 dentro do Senado Federal do Brasil, em Brasília. O fato se caracteriza por um homicídio efetuado pelo senador Arnon de Melo (PDC-AL), que tentando atingir com tiros o senador Silvestre Péricles (PSD-AL), acabou por atingir e matar o senador suplente José Kairala (PSD-AC).

## Precedentes
Os precedentes do evento já estavam ocorrendo antes do fatídico dia, com discussões entre os senadores Arnon de Melo e Silvestre Péricles, por ambos pertencerem a famílias com certa notoriedade política no estado de Alagoas, a ascensão de ambas famílias na política acabava por gerar um certo conflito.
Esta ascensão atingia principalmente os Péricles que estavam há mais tempo em cargos políticos regionais e federais que os Mello, que posteriormente iriam ocupar cargos mais relevantes com a chegada de Fernando Collor de Mello, filho de Arnon, à presidência do Brasil.
Então Silvestre vinha provocando publicamente Arnon, que para sua defesa de uma suposta ameaça, começou a andar armado.

## Caso
Arnon, que havia presenciado poucas sessões do Senado, foi provocado por Silvestre à comparecer na sessão federal do dia 4 de dezembro de 1963.
Após estas provocações, Arnon pronunciou-se e compareceu à sessão armado. Sabendo do eminente risco de um conflito, Silvestre também compareceu armado à sessão.
Após pedir a palavra, Arnon começou um discurso falando sobre as ameaças que ele e sua família estavam enfrentando, assim provocando Silvestre. E quando Silvestre começou a avançar em direção à Arnon xingando-o, Arnon disparou, Silvestre jogou-se no chão sacando sua arma, porém João Agripino evitou que ele disparasse contra Arnon.
Após os disparos, foi constatado que um terceiro senador que estava tentando apartar a briga havia sido atingido. O senador em questão era José Kairala, do estado do Acre e do mesmo partido de Silvestre.
José Kairala estava ocupando a seção como suplente, após um problema de saúde de José Guiomard dos Santos, o senador titular que tirara licença. Kairala era orgulhoso de seu trabalho e por ser sua última sessão no Senado Federal, ele levou sua esposa e filhos ao local.
José foi socorrido, porém não sobreviveu aos ferimentos e acabou falecendo no hospital no mesmo dia. Pela confusão, a sessão foi cancelada até a segunda ordem pelo seu presidente, Auro de Moura Andrade.

## Consequências
Ambos senadores foram conduzidos à delegacia para prestarem depoimento. Após os depoimentos, o senador Arnon permaneceu preso e em posse de seu revólver.
Após algumas horas preso, Arnon foi solto com a promessa de comparecer a uma audiência, onde na mesma foi liberado por legítima defesa e a morte foi tratada como um acidente.
A esposa do senador José tentou ainda na justiça solicitar que Arnon custeasse as despesas com o estudo de seu filho, porém não teve resultados com a requisição.

## Outros casos
Em 26 de dezembro de 1929, quando o Distrito Federal ainda ficava no Rio de Janeiro, o deputado Ildefonso Simões Lopes matou o rival Manuel Francisco de Sousa Filho com o alegado objetivo de defender seu filho. Foi absolvido.
Em 8 de junho de 1967, na Câmara dos Deputados, o deputado Nelson Carneiro revidou a um tapa que ele levou do deputado Estácio Gonçalves Souto Maior após discutirem pela presidência da União Parlamentar alguns dias antes, atirando contra Souto Maior. Ambos sobreviveram e foram posteriormente absolvidos.